# Tour de France 1957
44. Tour de France rozpoczął się 27 czerwca w Nantes, a zakończył 20 lipca 1957 roku w Paryżu. Wyścig o długości 4665 km podzielono na 22 etapy. W klasyfikacji generalnej zwyciężył Francuz Jacques Anquetil. W klasyfikacji górskiej najlepszy był Włoch Gastone Nencini, w punktowej Francuz Jean Forestier, a w klasyfikacji drużynowej zwyciężyła Francja. Najaktywniejszym kolarzem został Francuz Nicolas Barone.

## Drużyny
W tej edycji Tdf wzięło udział 12 drużyn:
- Francja
- Belgia
- Włochy
- Holandia
- Hiszpania
- Luksemburg Mixte[3]
- Szwajcaria
- Ouest
- Sud-Est
- Nord-Est/Centre
- Sud-Ouest
- Île-de-France

## Etapy
| Etap | Data       | Trasa                          | Dystans   | Zwycięzca          | Lider wyścigu    |
| ---- | ---------- | ------------------------------ | --------- | ------------------ | ---------------- |
| 1    | 27 czerwca | Nantes - Granville             | 204 km    | André Darrigade    | André Darrigade  |
| 2    | 28 czerwca | Granville - Caen               | 226 km    | René Privat        | René Privat      |
| 3A   | 29 czerwca | Caen - Rouen                   | TTT 15 km | Francja            | René Privat      |
| 3B   | 29 czerwca | Rouen - Rouen                  | 134 km    | Jacques Anquetil   | René Privat      |
| 4    | 30 czerwca | Rouen - Roubaix                | 232 km    | Marcel Janssens    | René Privat      |
| 5    | 1 lipca    | Roubaix - Charleroi            | 170 km    | Gilbert Bauvin     | Jacques Anquetil |
| 6    | 2 lipca    | Charleroi - Metz               | 248 km    | André Trochut      | Jacques Anquetil |
| 7    | 3 lipca    | Metz - Colmar                  | 223 km    | Roger Hassenforder | Nicolas Barone   |
| 8    | 4 lipca    | Colmar - Besançon              | 192 km    | Pierino Baffi      | Jean Forestier   |
| 9    | 5 lipca    | Besançon - Thonon-les-Bains    | 188 km    | Jacques Anquetil   | Jean Forestier   |
| 10   | 7 lipca    | Thonon-les-Bains - Briançon    | 247 km    | Gastone Nencini    | Jacques Anquetil |
| 11   | 8 lipca    | Briançon - Cannes              | 286 km    | René Privat        | Jacques Anquetil |
| 12   | 9 lipca    | Cannes - Marsylia              | 239 km    | Jean Stablinski    | Jacques Anquetil |
| 13   | 10 lipca   | Marsylia - Alès                | 160 km    | Nino Defilippis    | Jacques Anquetil |
| 14   | 11 lipca   | Alès - Perpignan               | 246 km    | Roger Hassenforder | Jacques Anquetil |
| 15A  | 12 lipca   | Perpignan - Barcelona          | 197 km    | René Privat        | Jacques Anquetil |
| 15B  | 13 lipca   | Barcelona - Barcelona          | ITT 10 km | Jacques Anquetil   | Jacques Anquetil |
| 16   | 14 lipca   | Barcelona - Ax-les-Thermes     | 220 km    | Jean Bourlès       | Jacques Anquetil |
| 17   | 15 lipca   | Ax-les-Thermes - Saint-Gaudens | 236 km    | Nino Defilippis    | Jacques Anquetil |
| 18   | 16 lipca   | Saint-Gaudens - Pau            | 207 km    | Gastone Nencini    | Jacques Anquetil |
| 19   | 17 lipca   | Pau - Bordeaux                 | 194 km    | Pierino Baffi      | Jacques Anquetil |
| 20   | 18 lipca   | Bordeaux - Libourne            | ITT 66 km | Jacques Anquetil   | Jacques Anquetil |
| 21   | 19 lipca   | Libourne - Tours               | 317 km    | André Darrigade    | Jacques Anquetil |
| 22   | 20 lipca   | Tours - Paryż                  | 227 km    | André Darrigade    | Jacques Anquetil |

## Liderzy klasyfikacji po etapach
| Etap                 | Zwycięzca            | Klasyfikacja generalna | Klasyfikacja punktowa | Klasyfikacja górska | Klasyfikacja drużynowa |
| -------------------- | -------------------- | ---------------------- | --------------------- | ------------------- | ---------------------- |
| 1                    | André Darrigade      | André Darrigade        | André Darrigade       | brak                | Francja                |
| 2                    | René Privat          | René Privat            | Joseph Thomin         | brak                | Francja                |
| 3A                   | Francja              | René Privat            | Joseph Thomin         | brak                | Francja                |
| 3B                   | Jacques Anquetil     | René Privat            | Joseph Thomin         | brak                | Francja                |
| 4                    | Marcel Janssens      | René Privat            | Stanislas Bober       | brak                | Francja                |
| 5                    | Gilbert Bauvin       | Jacques Anquetil       | Joseph Thomin         | Daan de Groot       | Francja                |
| 6                    | André Trochut        | Jacques Anquetil       | Joseph Thomin         | Daan de Groot       | Francja                |
| 7                    | Roger Hassenforder   | Nicolas Barone         | Joseph Thomin         | Louis Bergaud       | Francja                |
| 8                    | Pierino Baffi        | Jean Forestier         | Joseph Thomin         | Louis Bergaud       | Francja                |
| 9                    | Jacques Anquetil     | Jean Forestier         | Joseph Thomin         | Louis Bergaud       | Francja                |
| 10                   | Gastone Nencini      | Jacques Anquetil       | Joseph Thomin         | Gastone Nencini     | Francja                |
| 11                   | René Privat          | Jacques Anquetil       | Joseph Thomin         | Gastone Nencini     | Francja                |
| 12                   | Jean Stablinski      | Jacques Anquetil       | Joseph Thomin         | Louis Bergaud       | Francja                |
| 13                   | Nino Defilippis      | Jacques Anquetil       | Joseph Thomin         | Louis Bergaud       | Francja                |
| 14                   | Roger Hassenforder   | Jacques Anquetil       | Joseph Thomin         | Louis Bergaud       | Francja                |
| 15A                  | René Privat          | Jacques Anquetil       | Joseph Thomin         | Louis Bergaud       | Francja                |
| 15B                  | Jacques Anquetil     | Jacques Anquetil       | Joseph Thomin         | Louis Bergaud       | Francja                |
| 16                   | Jean Bourlès         | Jacques Anquetil       | Wim van Est           | Louis Bergaud       | Francja                |
| 17                   | Nino Defilippis      | Jacques Anquetil       | Jean Forestier        | Louis Bergaud       | Francja                |
| 18                   | Gastone Nencini      | Jacques Anquetil       | Jean Forestier        | Gastone Nencini     | Francja                |
| 19                   | Pierino Baffi        | Jacques Anquetil       | Jean Forestier        | Gastone Nencini     | Francja                |
| 20                   | Jacques Anquetil     | Jacques Anquetil       | Jean Forestier        | Gastone Nencini     | Francja                |
| 21                   | André Darrigade      | Jacques Anquetil       | Jean Forestier        | Gastone Nencini     | Francja                |
| 22                   | André Darrigade      | Jacques Anquetil       | Jean Forestier        | Gastone Nencini     | Francja                |
| Klasyfikacja końcowa | Klasyfikacja końcowa | Jacques Anquetil       | Jean Forestier        | Gastone Nencini     | Francja                |

## Klasyfikacje
| Miejsce | Kolarz           | Kraj      | Czas         |
| ------- | ---------------- | --------- | ------------ |
| 1       | Jacques Anquetil | Francja   | 135h 44' 42" |
| 2       | Marcel Janssens  | Belgia    | +14' 56"     |
| 3       | Adolf Christian  | Austria   | +17' 20"     |
| 4       | Jean Forestier   | Francja   | +18' 02"     |
| 5       | Jesús Loroño     | Hiszpania | +20' 17"     |
| 6       | Gastone Nencini  | Włochy    | +26' 03"     |
| 7       | Nino Defilippis  | Włochy    | +27' 57"     |
| 8       | Wim van Est      | Holandia  | +28' 10"     |
| 9       | Jan Adriaensens  | Belgia    | +34' 07"     |
| 10      | Jean Dotto       | Sud-Est   | +36' 31"     |

|    | Zawodnik         | Zespół    | Punkty |
| -- | ---------------- | --------- | ------ |
| 1. | Gastone Nencini  | Włochy    | 44     |
| 2. | Louis Bergaud    | Francja   | 43     |
| 3. | Marcel Janssens  | Belgia    | 32     |
| 4. | Jacques Anquetil | Francja   | 24     |
| 4. | Jesus Loroño     | Hiszpania | 24     |

|    | Zawodnik         | Zespół     | Punkty |
| -- | ---------------- | ---------- | ------ |
| 1. | Jean Forestier   | Francja    | 301    |
| 2. | Wim van Est      | Holandia   | 317    |
| 3. | Adolf Christian  | Szwajcaria | 366    |
| 4. | Joseph Thomin    | Ouest      | 402    |
| 5. | Jacques Anquetil | Francja    | 405    |

| Poz. | Kraj     | Czas         |
| ---- | -------- | ------------ |
| 1.   | Francja  | 405h 59' 08" |
| 2.   | Belgia   | +1h 24' 36"  |
| 3.   | Włochy   | +2h 24' 36"  |
| 4.   | Holandia | +3h 43' 43"  |
| 5.   | Ouest    | +3h 51' 49"  |